# امامزاده کلیبر
امامزاده کلیبر مربوط به دوره ایلخانی - سده‌های متاخر دوران‌های تاریخی پس از اسلام است و در کلیبر، خیابان ساحل، کوی امامزاده واقع شده و این اثر در تاریخ ۲۶ اسفند ۱۳۸۷ با شمارهٔ ثبت ۲۶۱۹۶ به‌عنوان یکی از آثار ملی ایران به ثبت رسیده است.